# ISO/IEC 5218
A norma ISO 5218 define uma convenção numérica para a representação dos sexos humanos, para uso em programação de sistemas de informação e em banco de dados.
Os quatro códigos especificados na ISO 5218 são:
- 0 = não sabe;
- 1 = masculino;
- 2 = feminino;
- 9 = não especificado.